# Fêtes de Bayonne
Die Fêtes de Bayonne (baskisch: Baionako Bestak, okzitanisch: Las Hèstas de Baiona) sind ein in der Stadt Bayonne, im französischen Baskenland (Département Pyrénées-Atlantiques) stattfindendes, traditionelles Volksfest. Die Festlichkeiten beginnen stets am Mittwoch vor dem ersten Augustwochenende (früher am ersten Mittwoch des August) und dauern bis zum nachfolgenden Sonntag. Mit 1,5 Millionen Besuchern (2004) ist es eines der wichtigsten und meistbesuchten Feste Frankreichs und somit auch Teil des offiziellen französischen Kulturerbes.

## Ablauf und Traditionen
Während des Festes strömen Besucher, großteils aus Frankreich und Spanien, zu diversen Umzügen, Schautänzen, Schenken, Ständen und lauter Musik in die Altstadt Bayonnes. Die offiziellen Farben sind an die Sanfermines, seit 1591 jährlich im nahen Pamplona abgehaltene Festlichkeiten, angelehnt; Besucher sind daher traditionell mit einem weißen Oberteil und einem roten Tuch (foulard) bekleidet.

## Geschichte
Die Fêtes de Bayonne wurden 1932 ins Leben gerufen, inspiriert durch die Sanfermines, und wuchsen seitdem stetig. Heute sind die Festlichkeiten wiederum besonders bei jungen Leuten äußerst bekannt und sind auch ein beliebtes Ziel für Besucher geworden, was dem Tourismus der gesamten Region weiteren Aufschwung brachte. 
In den Jahren 2005, 2006, 2007 und 2008 wurden außerdem jeweils neue Weltrekorde im Tanzen aufgestellt, als bis zu 7764 Menschen einen „Paquito el chocolatero“, einen 1937 von Gustavo Pascual Falcó komponierten Paso Doble tanzten.